# Plácido Fernández Viagas
Plácido Fernández Viagas, né le 29 mars 1924 à Tanger au Maroc et mort le 9 décembre 1982 à Séville, est un magistrat et homme politique espagnol. Il présida la Junte pré-autonomique d'Andalousie, chargée de préparer le passage de la région à l'autonomie prévue par la Constitution de 1978.

## Carrière de magistrat
Né à Tanger, Plácido Fernández Viagas passe les premières années de sa vie dans sa ville natale. Il passe le baccalauréat au Collège du Sacré Cœur de la ville, puis part étudier le droit à l'Université de Séville.
Il devient juge en 1946 et siège dans différents tribunaux d'Andalousie (Constantina, Jerez de la Frontera, Ugíjar), du Maroc espagnol (Nador) et des îles Canaries (Santa Cruz de La Palma). Il est par la suite juge doyen du tribunal de Huelva, puis de Séville à compter de 1970. Il a, par ailleurs, publié de nombreuses contributions dans le domaine juridique, et a enseigné le droit.
Progressiste, il adhère à des mouvements de lutte contre le franquisme : Justicia democrática (groupuscule de fonctionnaires combattant le régime de l'intérieur) et Coordinación democrática. Il est suspendu quelque temps de ses fonctions en 1976 pour avoir appuyé une manifestation en faveur des prisonniers politiques.

## Parcours politique
Au cours du processus de Transition démocratique faisant suite à la mort de Francisco Franco, Plácido Fernández Viagas est élu au Sénat pour la circonscription de Séville le 15 juin 1977, sous l'étiquette du PSOE. Ce sont les premières élections sénatoriales libres du post-franquisme ; elles ouvrent la législature constituante, au cours de laquelle sera rédigée la Constitution espagnole approuvée le 6 décembre 1978. Il siège dans plusieurs commissions, dont celles de la Justice, du Règlement, de la Constitution ; il participe également aux travaux de la commission bicamérale d'urgence législative, et de la commission spéciale de la politique scientifique.
Parallèlement à ses activités parlementaires, Plácido Fernández Viagas est élu Président de la Junte pré-autonomique d'Andalousie. Dans l'optique de l'accès prochain des régions espagnoles à l'autonomie, cet organisme est instauré pour préparer le passage de l'Andalousie au statut de communauté autonome. Il s'agit de la première institution d'autogouvernement de la région, qui sera substituée en 1979 par la Junte d'Andalousie, disposant des pouvoirs conférés par la Constitution, puis, ultérieurement, par le Statut d'autonomie. Le 4 décembre 1978, il fait adopter par onze partis politiques andalous le Pacte d'autonomie ou Pacte d'Antequera, du nom de la ville où il fut signé. Le pacte établit les bases du futur statut d'autonomie. Il démissionnera de ces fonctions le 2 juin 1979.
Entretemps, il est réélu sénateur, le 1er mars 1979, et participe à nouveau aux travaux de diverses commissions. Il démissionne néanmoins un an plus tard, le 14 avril 1980, et met fin à sa carrière politique.

### Juge constitutionnel
Le 23 septembre de la même année, il est élu au Conseil général du pouvoir judiciaire (CGPJ) par le Sénat. Il est ensuite nommé au Tribunal constitutionnel par ce même CGPJ, et y siège jusqu'à sa mort. 
À la suite de son décès, il est élevé à la dignité de fils adoptif de la province de Séville par la députation de celle-ci, le 30 septembre 1984. Il reçoit également, à titre posthume, la grand-croix de l'ordre du Mérite civil.

## Vie privée
Son fils aîné, qui porte le même nom que lui, naît à Tanger en 1952 et meurt le 17 juillet 2021 à 69 ans. Il a officié comme magistrat au tribunal supérieur de justice d'Andalousie (TSJA) avant de devenir membre des services juridiques du Parlement d'Andalousie en 1984.